# Strihe
Der Strihe (auch Strihen oder Densbürer Strihen) ist ein 867 m ü. M. hoher Berg im Aargauer Jura.
Er gilt als der höchste vollständig im Kanton Aargau liegende Berg. Dabei handelt es sich nicht um den höchsten Punkt des Kantons, der sich mit 908 Metern auf dem Geissfluegrat befindet und auch nicht um den höchsten Gipfel des Kantons, der sich mit 872 Metern auf dem Stierenberg befindet. Sowohl der Strihe als auch der benachbarte Asperstrihe liegen auf dem Gebiet der Gemeinde Densbüren.

## Bilder

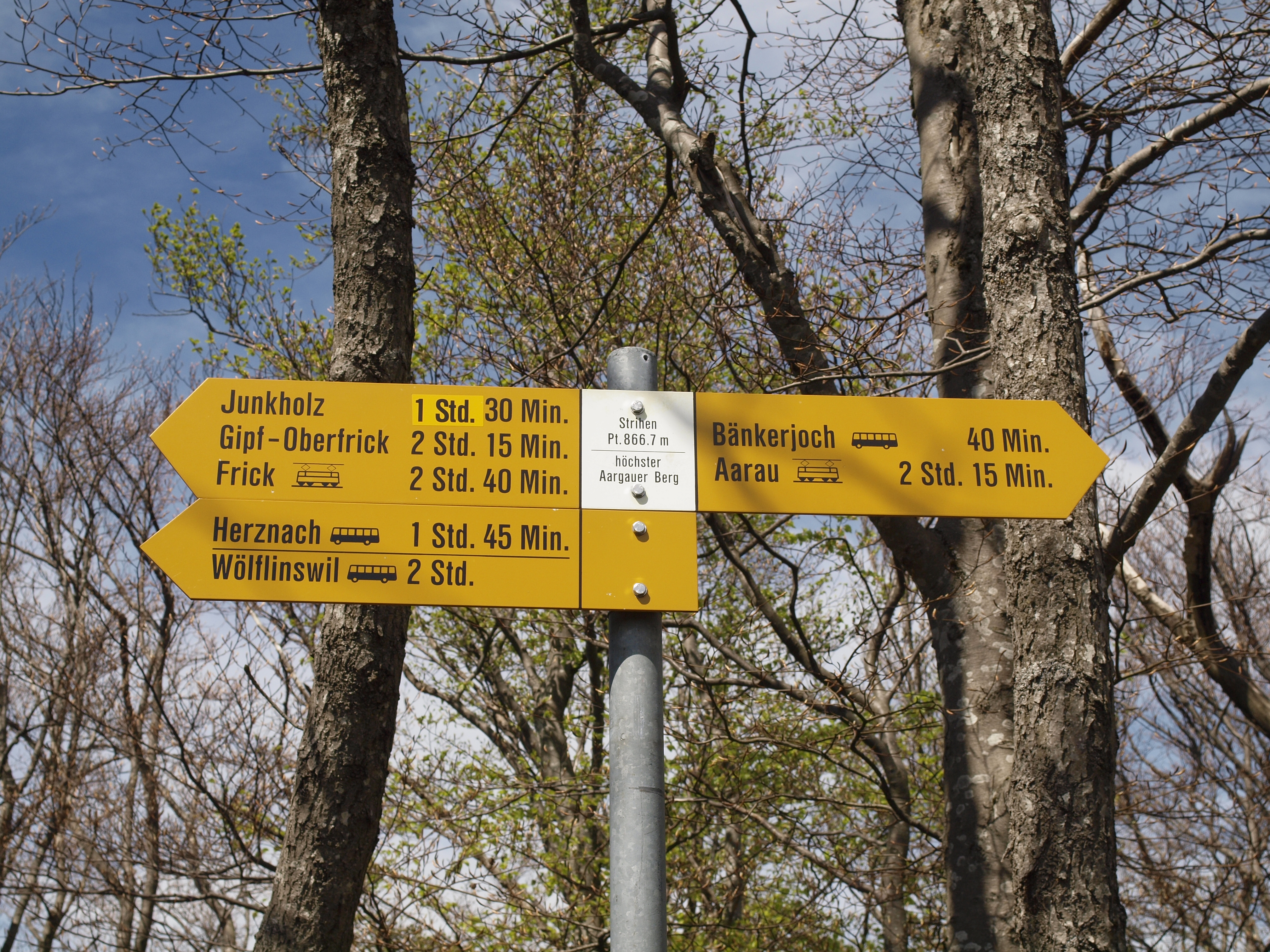
Der Wanderwegweiser auf dem Gipfel